# Лесная фауна
Лесна́я фа́уна — множество животных, обитающих в лесах ввиду необходимости в источниках пищи, местах для размножения или защиты. Лесная фауна составляет до половины всех видов животных. Её представители могут иметь специфические адаптации к условиям леса. Лес предоставляет своим обитателям ряд экологических ниш: лесные почвы, подлесок, стволы деревьев, верхний ярус леса. Многие животные узкоспециализированны и привязаны к определённым вертикальным ярусам и видам деревьев. Состав и численность лесной фауны определяется структурой и составом флоры, и, в свою очередь, животные оказывают прямое влияние на рост, развитие и формирование древостоя. Лесная фауна различных зоогеографических зон существенно отличается, при этом в тропических лесах фауна наиболее богата и разнообразна.

## Роль фауны в жизни леса
Животные очень важны для леса, помогают его росту и развитию. Многие обитатели леса используют как пищу семена и плоды лесных растений, в том числе ягоды, чем содействуют их распространению и возобновлению. Из птиц — это кедровка, сойка, дрозды, дятлы и другие, из млекопитающих — грызуны, бурый медведь и другие. Многие насекомые опыляют цветки растений. Насекомоядные птицы и млекопитающие, вместе с беспозвоночными хищниками и паразитами, ограничивают количество растительноядных насекомых. Многие животные имеют важное значение в процессах образования почв: роющие землю беспозвоночные и млекопитающие разрыхляют почву, копытные её вытаптывают. Выборочное поедание различных деревьев и кустарников изменяет количественное соотношение их видов. Листогрызущие насекомые влияют на освещённость. Некоторые лесные насекомые размножаются до громадных количеств и истребляют целые леса, как, например, непарный шелкопряд и сибирский коконопряд, отдельные виды пядениц и хрущей. Тем не менее, в целом не существует вредных или полезных животных, все в лесу взаимозависимы и играют свою роль в общем биологическом круговороте.

## Распределение животных в лесах
Состав и численность лесных животных определяется структурой и составом флоры, они различны в разных типах леса, на разных ярусах.
По количеству видов влажные тропические леса значительно превосходят леса умеренных и холодных стран, тем не менее количество представителей каждого отдельного вида в них небольшое. В особенности велико в тропических лесах количество птиц и насекомых. Во влажных тропических лесах из-за недостатка света подлесок и травяной покров беден, поэтому наземных видов в них мало.
По мере перехода от экваториальных лесов к бореальным видовое разнообразие уменьшается. Например, в тропических лесах Южной Азии много десятков видов белок и летяг, а в сибирских лесах только по 1 виду белки и летяги. Вместе с тем в лесах умеренного пояса больше света, поэтому имеются подлесок и трава, что способствует увеличению численности наземных животных. Кабарга, росомаха, соболь, заяц-беляк являются примерами таёжных животных.
Лесное пространство наполнено обитателями от земли до крон, населены все его ярусы. В качестве примера, кроты и дождевые черви являются представителями животных лесных почв, веретеница и бурозубка — лесной подстилки, заяц-беляк и лось — травяного яруса и подлеска. Летучие мыши и многие короеды, в том числе короед-типограф — обитатели яруса стволов деревьев, мухоловки и синицы живут в кронах.
Особенно богата фауна крон влажных тропических лесов. Из млекопитающих — это трёхпалые ленивцы, обезьяны, шипохвостые белки, дикобразы и так далее. Птиц представляют попугаи, туканы, гоацины и другие; примерами пресмыкающихся являются хамелеоны, древесные змеи, некоторые гекконы, игуаны, агамы; земноводных — некоторые лягушки.
Численность животных в лесах непостоянна. На размножение и выживание большое влияние оказывают урожаи высококалорийных семенных кормов. Сезонные кочёвки и миграции определяют колебания численности животных в лесах в течение года.

## Адаптация к жизни в лесу
У лесных животных существуют адаптации к условиям леса. Например, летяги могут совершать планирующий полёт благодаря широким кожаным складкам вдоль тела, а белкам и куницам для этого служит длинный пушистый хвост. Вибриссы млекопитающих расположены не только на морде, но и на лапах, брюхе, груди. Белки и сони могут лучше обхватывать ветви благодаря подушечкам на ступнях и утолщениям кончиков пальцев. Длинный прочный клюв некоторых птиц, например, дятлов, отыскивающих насекомых под корой деревьев, также выработался под влиянием жизни в лесах. Дятлы, а так же поползень — представители птиц, использующие жёсткий опорный хвост и специальное расположение пальцев. Квакши имеют клейкие присоски на пальцах. Некоторые, например муравьи-древоточцы, используют грызущий ротовой аппарат, способный разрушать древесину. Распространена мимикрия, делающая обитателей леса незаметными на фоне зелёных листьев, ветвей, стволов, лесной подстилки.
Длинные и кривые когти трёхпалых ленивцев служат для движения по деревьям, так же, как и длинные конечности и хватательный хвост обезьян.
У некоторых видов какой-либо из органов чувств (слух, зрение, обоняние, осязание) оказался наиболее развитым. Это совы, летучие мыши, землеройки и другие.